# 무로하니촌
무로하니촌(室埴村)은 효고현 이즈시군에 있던 촌이다. 현재의 도요오카시 남부에 해당한다.